# فلسطين الصغيرة يوميات الحصار (فلم)
فلسطين الصغيرة، يوميات حصار هو فيلم وثائقي سوري، تم تصويره خلال الحرب الأهلية السورية في اليرموك، للمخرج الفلسطيني عبد الله الخطيب، صدر عام 2021. صدر الفيلم في فرنسا في 12 يناير 2022.

## السياق التاريخي
اليرموك، مخيم سابق للاجئين الفلسطينيين في سوريا (الأكبر في العالم)، أصبح مدينة شعبية على مشارف دمشق قبل عام 2011. في عام 2011، مع بداية الثورة السورية، وفي سياق الربيع العربي، اعتبر سكان اليرموك نشطين في المظاهرات. ويقوم نظام بشار الأسد وأجهزة المخابرات بالقمع هناك [أسلوب للمراجعة]، قبل محاصرة المدينة التي تجد نفسها، مثل العديد من المدن الأخرى في ضواحي دمشق، بما في ذلك داريا أو الغوطة، معزولة عن العالم.

## عن الفيلم
'فلسطين الصغيرة يوميات حصار'، هو وثائقي شديد القسوة، يصوّر مأساة اللاجئين الفلسطينيين في مخيم اليرموك عام 2013، عندما فرض عليهم حصارٍ ، حيث أصبح المخيم كالسجن، وأشد قسوة، مع ما يُقّدَّم من طعام رديء، في حين لم يجد فيه اللاجئون ما يأكلونه، فأصبح الماء المغلي مع البهارات طعامهم، وعند البعض الآخر أصبح قطفُ أعشابٍ تنمو بشكلٍ عشوائيٍّ وغليها هو الطعام
ونتيجةً لسوء التغذية وانقطاع الغذاء والدواء، تدهورت صحة عددٍ من سكان المخيم، بما فيهم الأطفال وكبار السن، وتوفّي بعضهم.
عندما تشاهد مأساةً امتدّت لفترةٍ زمنيةٍ طويلةٍ تُلَخَّص بكثافةٍ في 90 دقيقة، تتفهّم سبب منع الطعام والشراب، بأدنى درجة.
كان لمَشاهد الوثائقي المؤثّرة، وما رواه بعض سكان المخيم عن مأساتهم اليومية، وحديث الأطفال عن أحلامهم في تناول الخبز أو الرز أو السكّر، وليس حتى الشوكولاته أو البسكويت، السكّر فقط، وقعٌ قويٌّ على الحضور.

## ملخص
ابتداءً من عام 2013، أثناء حصار الجيش السوري لليرموك، قام عبد الله الخطيب بتصوير الحياة اليومية ليشهد على الوضع، مشيداً بشجاعة أطفال وسكان الحي.

## الجوائز
عرض الفيلم لأول مرة في فرنسا في إصدار 2021 من الولايات العامة للفيلم الوثائقي في لوساس في أرديشا (22-28 أغسطس 2021).
- فاز الفيلم الوثائقي بالجائزة الكبرى وجائزة الطلاب في مهرجان 2 سينما 2 فالنسيان 2021.[6]
- 2021 : أفضل فيلم في مهرجان هامبورغ السينمائي.[7]
- 2021 : أفضل فيلم وثائقي في مهرجان غواناخواتو السينمائي الدولي
- 2021 : جائزة لجنة التحكيم الصحفية لمهرجان الحرب على الشاشة 2021

## طالع أيضًا
- اليرموك
- الكهف
- من أجل سما
- آخر رجال حلب